# Contea di Crow Wing
La contea di Crow Wing in inglese Crow Wing County è una contea dello Stato del Minnesota, negli Stati Uniti. La popolazione al censimento del 2000 era di 55 099 abitanti. Il capoluogo di contea è Brainerd